# Conall Cóel
Conall Cóel mac Máel Coba mac Áedo Ard ri Érenn conjoint de 642 à 654.

## Origine
Conall Cóel est le fils de l’Ard ri Érenn Máel Coba mac Áedo et de Croinsech fille d'Aed Fin roi d'Osraige et l’un des deux neveux et successeur de Domnall mac Áedo. Conall Cóel avait joué un rôle important comme chef du Cenél Conaill pendant le règne de son oncle. Il semble qu’il ait succédé à ce dernier conjointement avec son frère Cellach en 643.

## Ard rí Érenn
La rupture de l’alternance entre les Ui Néill du Nord et du Sud en faveur du Cenél Conaill paraît avoir rencontré une forte opposition émanant du Síl nÁedo Sláine. Les Annales d'Ulster indiquent en effet:
« Il est incertain de savoir qui régnait après Domnall. Quelques historiographes évoquent quatre rois : Cellach et Mael Coel mac Máel Coba mac Áedo et deux fils d’Áed Sláine mac Diarmaid mac Fergus Cerbaill mac Conall Cremthain mac Niall Noigiallach c'est-à-dire Diarmaid et Blathmac  »
— Annales d'Ulster AU 643.7
Le statut d'Ard ri Erenn des deux rois est reconnu par les principales listes royale du XIIe siècle, mais par le Baile Chuinn Chétchathaig une liste de rois de Tara du VIIe siècle établie sous le règne de Fínnachta Fledach issu des  rois de Brega et notablement hostile au Cenél Conaill.
Les deux frères sont également mentionnés comme les vainqueurs de la Bataille de Dun Cremthain au cours de laquelle Oengus mac Domnall sans doute leur cousin germain aurait trouvé la mort en 650.
Le meurtre de Conall Cóel, assassiné par Diarmait mac Áed Sláine fait enfin l’objet d’une entrée en 654 dans les Annales. Un autre règne conjoint celui des frères Diarmait Ruanaid et Blathmac mac Áed Sláine fait suite à celui de Cellach et Conall Cóel.